# Kuningamäe
Kuningamäe – wieś w Estonii, w prowincji Jõgeva, w gminie Põltsamaa.